# Prison civile de Coyah
 (septembre 2024).
La prison civile de Coyah, également connue sous le nom de prison civile de Sakaria ou de prison civile de Wonkifong, est une prison guinéenne située à 7 km du centre-ville dans le quartier Diakaria, commune rurale de Wonkifon, dans la préfecture de Coyah et dans la région de Kindia. 

## Histoire
Sous la tutelle du Ministère de la Justice, la prison connait une rénovation en 2023 après l’évasion de 81 prisonniers dans la  la nuit du 22 au 23 juin 2023; l'action immédiate des patrouilles mixtes des services de sécurité reprend 5 prisonniers. Trois semaines après cette évasion, le ministre de la justice Alphonse Charles Wright lance les travaux de rénovations.

## Infrastructures
La Prison civile de Coyah comporte 1 bâtiment R+1 et d'un sous-sol (cave), d'une capacité de 1500 détenues et de 23 cales. La prison comprend aussi une infirmerie, un réfectoire, une cuisine, un poste de contrôle, un bureau administratif et les cellules de détentions.
Un projet de construction d'un centre de réinsertion derrière les locaux de la prison est en vue.

## Détenus célèbres
- Commandant Claude Pivi (Coplan)[7].